# Johann Gaudenz Dietegen von Salis-Seewis

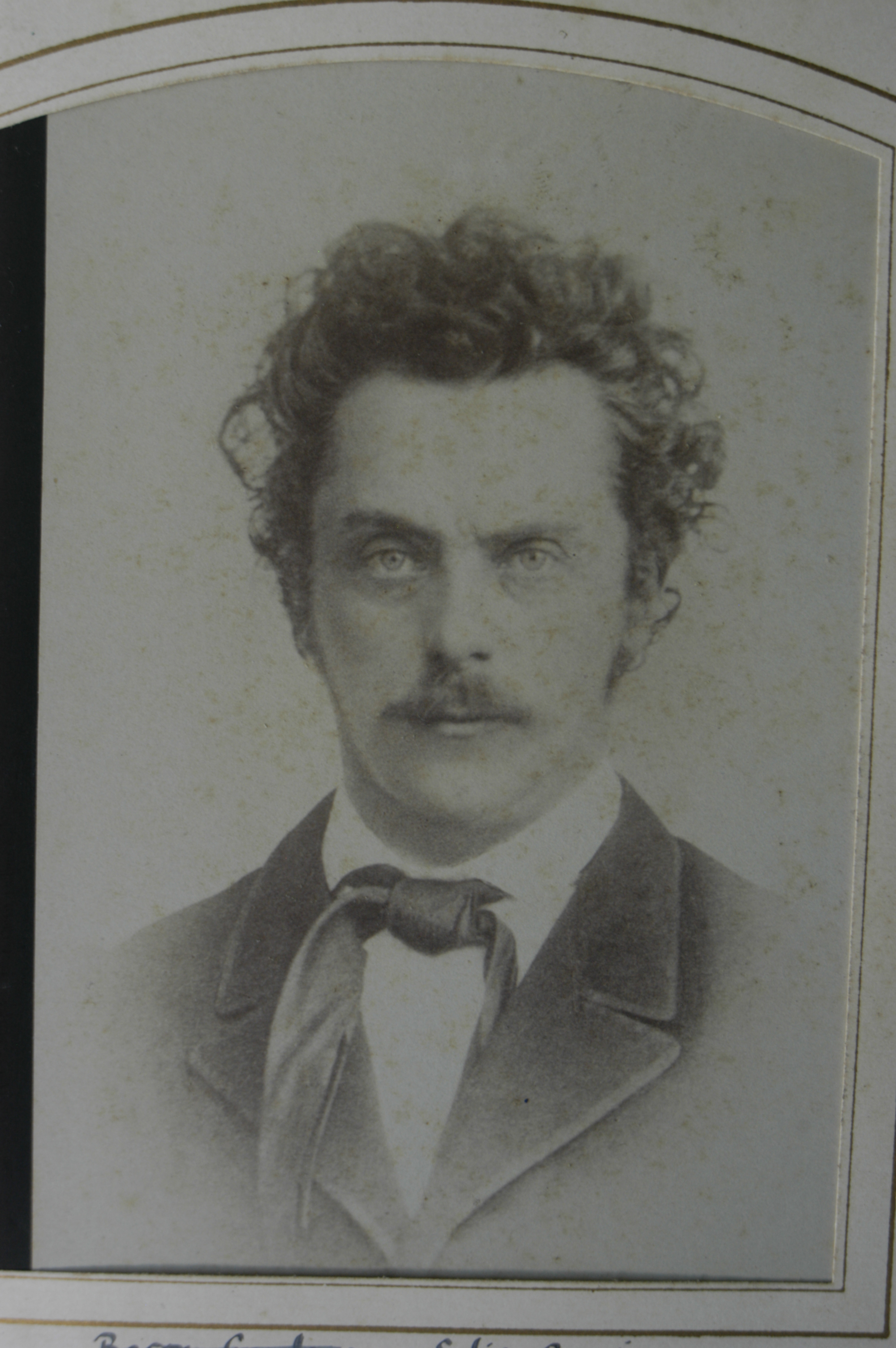
Johann Gaudenz Dietegen von Salis-Seewis

Johann Gaudenz Dietegen von Salis-Seewis (* 5. Dezember 1825 in Chur; † 27. März 1886 ebenda) war ein Schweizer Jurist und Politiker.

## Leben

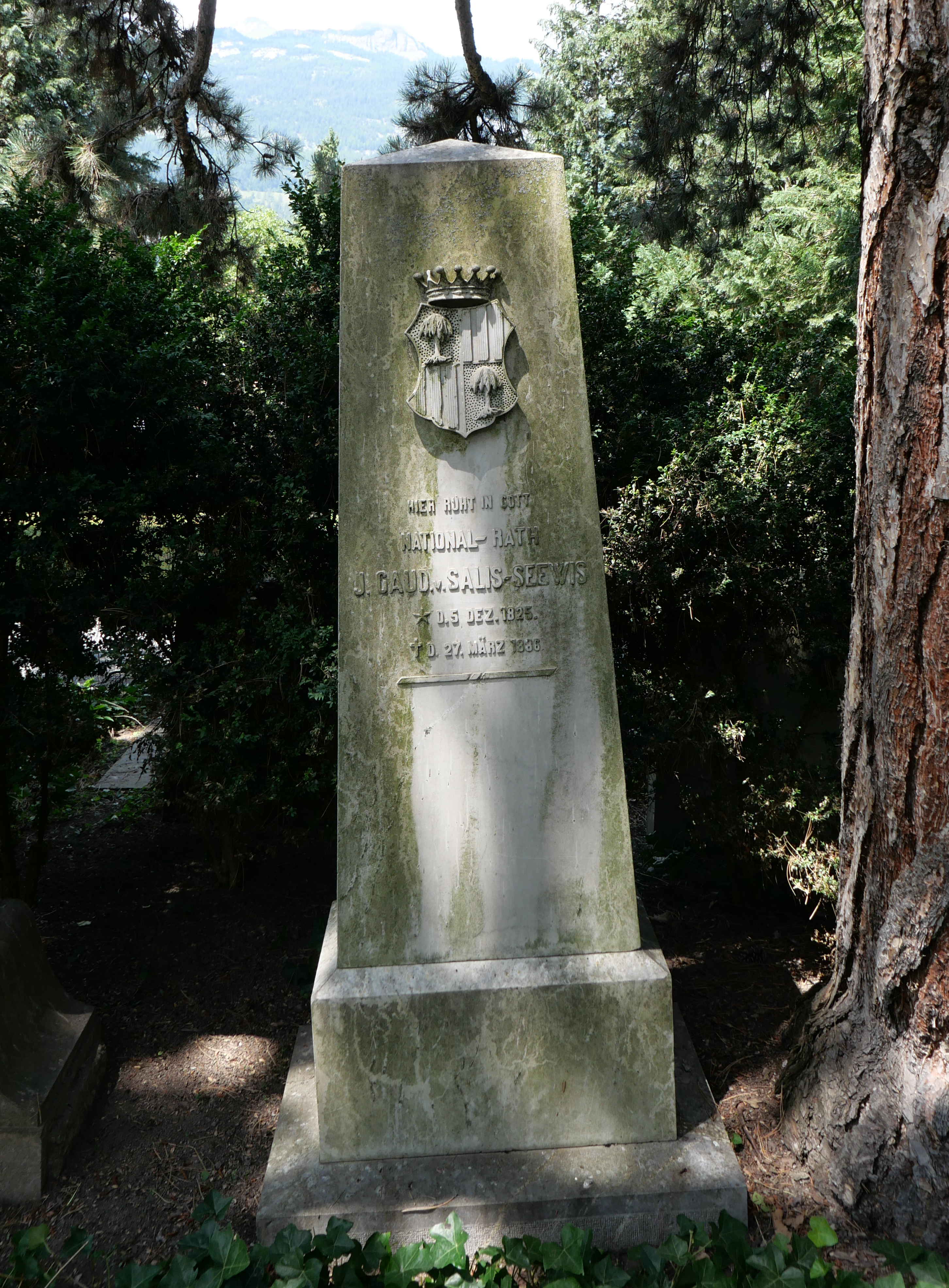
Das Grab auf dem Friedhof Daleu in Chur.

Johann Gaudenz Dietegen Freiherr von Salis-Seewis wurde als Sohn des Bundsstatthalters Johann Jakob Freiherr von Salis-Seewis geboren. Sein Grossvater war der Dichter Johann Gaudenz von Salis-Seewis. Nach dem Besuch der Kantonsschule Chur studierte er an den Universitäten Bonn, Heidelberg und Berlin Philosophie und Rechtswissenschaften. In Heidelberg wurde er 1846 Mitglied des Corps Helvetia. In Berlin schloss er sich einem demokratischen Klub sowie 1848 der Alten Berliner Burschenschaft Teutonia an und nahm als Kommandant einer Miliz an der Märzrevolution von 1848 teil. Nach Abschluss des Studiums mit der Promotion zum Dr. iur. war er Advokat in Chur und später Grundbesitzer in Malans und Chur.
Mit der Rückkehr in seinen Geburtsort engagierte sich von Salis-Seewis als radikal-demokratischer Freisinniger zunächst auf kantonaler und später föderaler Ebene in der Politik. 1850 war er Regierungsstatthalter in Chur. Von 1849 bis 1855 und von 1858 bis 1865 gehörte er dem Grossen Rat des Kantons Graubünden an. In den Jahren dazwischen, von 1855 bis 1857, war er Mitglied des Kleinen Rats von Graubünden.
In den Jahren 1855 sowie 1857 bis 1860 gehörte er für den Kanton Graubünden dem Ständerat der Eidgenossenschaft an. Von 1860 bis 1869, von 1875 bis 1878 und von 1879 bis 1881 war er Abgeordneter zum Nationalrat.
Von Salis-Seewis, der seinen Adelstitel nicht führte, war ein Verfechter des Referendumsrechts und stritt politisch für die Verfassungsrevision von 1874 und einen verbesserten Arbeitsschutz. Zu seinen politischen Mitstreitern zählten Gaudenz Gadmer und Florian Gengel. 